# Land of the Crimson Dawn
Land of the Crimson Dawn è il settimo album del gruppo musicale power metal tedesco Freedom Call. È stato pubblicato il 24 febbraio 2012 da Steamhammer Records.

## Tracce

### Edizione standard
1. Age of the Phoenix – 3:25
2. Rockstars – 4:57
3. Crimson Dawn – 6:03
4. 66 Warriors – 5:17
5. Back into the Land of Light – 5:11
6. Sun in the Dark – 4:42
7. Hero on Video – 3:42
8. Valley of Kingdom – 4:11
9. Killer Gear – 4:32
10. Rockin' Radio – 4:03
11. Terra Liberty – 3:40
12. Eternity – 4:17
13. Space Legends – 3:53
14. Power & Glory – 3:25

### Edizione limitata digipak
L'edizione limitata propone un secondo disco contenente cover di brani dei Freedom Call eseguite da varie band.
1. PowerWorld – Flame in the Night (dall'album Eternity del 2002) – 5:02
2. Downspirit – Hunting High and Low (dall'album The Circle of Life del 2005) – 3:21
3. Secret Sphere – Fairyland (dall'album Stairway to Fairyland del 1999) – 5:14
4. Manimal – Palace of Fantasy (dall'album Crystal Empire del 2001) – 4:55
5. Neonfly – Land of Light (dall'album Eternity del 2002) – 3:51
6. Hannes Braun (Kissin' Dynamite) – Warriors (dall'album Eternity del 2002) – 3:21

## Formazione

### Gruppo
- Chris Bay – voce, chitarra
- Lars Rettkowitz – chitarra
- Samy Saemann – basso
- Klaus Sperling – batteria

### Ospiti
- Ecki Singer – cori
- Dr. Daniel Haag – cori
- Chris Stark – cori
- Dave Maier – cori
- Anne Maertens – violino
- Katharina Neumann – piano (traccia 3)

### Produzione
- Chris Bay – produzione, registrazione
- Stephan Ernst – produzione, ingegneria del suono, missaggio
- Christoph Beyerlein – mastering
- Felix Piccu – produzione
- Jens Reinhold – copertina, grafica
- Roland Guth – fotografia